# Rathaus Eilenburg
Das Rathaus im nordsächsischen Eilenburg ist ein mehrgeschossiger Renaissancebau. Es geht teilweise bis auf das Jahr 1545 zurück. In seiner heutigen Erscheinung besteht das Rathaus seit 1949, als der Wiederaufbau nach dem Zweiten Weltkrieg abgeschlossen war. Das Gebäude stellt die südliche Raumkante des Marktplatzes dar und ist aufgrund seiner orts- und baugeschichtlichen Bedeutung eingetragenes Kulturdenkmal in der Denkmalliste des Landesamtes für Denkmalpflege Sachsen.

## Geschichte
Im Jahr 1404 wurde Eilenburg auf Geheiß des Markgrafen Wilhelm des Einäugigen aus der Vogtei der Herren zu Colditz herausgelöst und direkt unter landesherrliche Obhut gestellt. Damit einher ging das Bannmeilenrecht, nach dem das Marktrecht innerhalb des festgelegten Bezirkes allein der Stadt Eilenburg oblag. Dem zum Anlass entstand in den Jahren 1403 und 1404 ein erstes Rathaus, welches damals noch von den Bürgern als Kaufhaus bezeichnet wurde. Dabei muss es sich um ein wenig massives Holzhaus gehandelt haben, welches bereits 1413 bei einem Stadtbrand zerstört wurde. Auch die nachfolgenden Bauten waren in dieser Art gebaut und fielen verschiedenen Stadtbränden zum Opfer. 1521 erfolgte die Grundsteinlegung für einen neuen Rathausbau, der jedoch beim großen Stadtbrand 1535 ebenso vernichtet wurde.

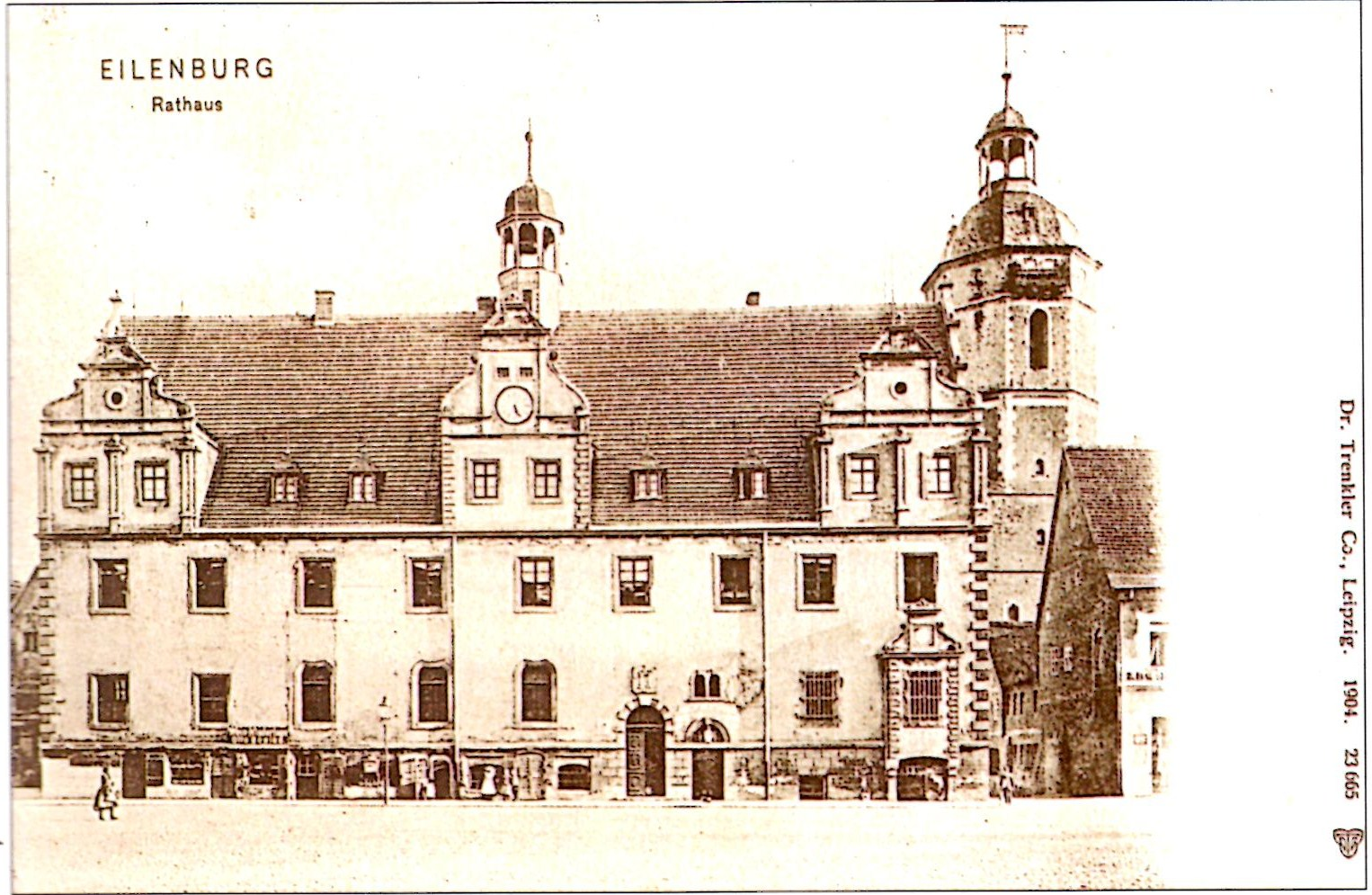
Frontalansicht des alten Rathauses von 1544/45 auf einer Postkarte von 1904

In den Jahren 1544 und 1545 wurde ein Neubau auf den Grundmauern des alten Rathauses im Stile der Frührenaissance errichtet. Vierhundert Jahre lang prägte dieses Gebäude das Stadtbild und galt landesweit als wichtiger Vertreter der deutschen Frührenaissance. Das repräsentative Bauwerk, das aus Keller-, Erd-, Ober- und ausgebautem Dachgeschoss bestand, war mit reichgegliederten Giebeln ausgeführt, die mit Voluten und Pilastern verziert waren. Gleiches traf auf die beiden äußeren Zwerchhäuser hin zum Marktplatz zu. Ein weiteres zentral angelegtes Zwerchhaus war mit einer Uhr versehen. Darüber erhob sich als Dachreiter der Rathausturm mit einer freischwingenden Glocke, der wegen Baufälligkeit 1684 neu errichtet wurde. Der Keller zeigte, eventuell auf den Vorgängerbau zurückgehend, noch gotische Gestaltungselemente. So war der Keller im östlichen Teil als massives Tonnengewölbe ausgeführt, im westlichen Teil kamen ein Kreuzgrat- und ein Kreuzrippengewölbe zum Einsatz.

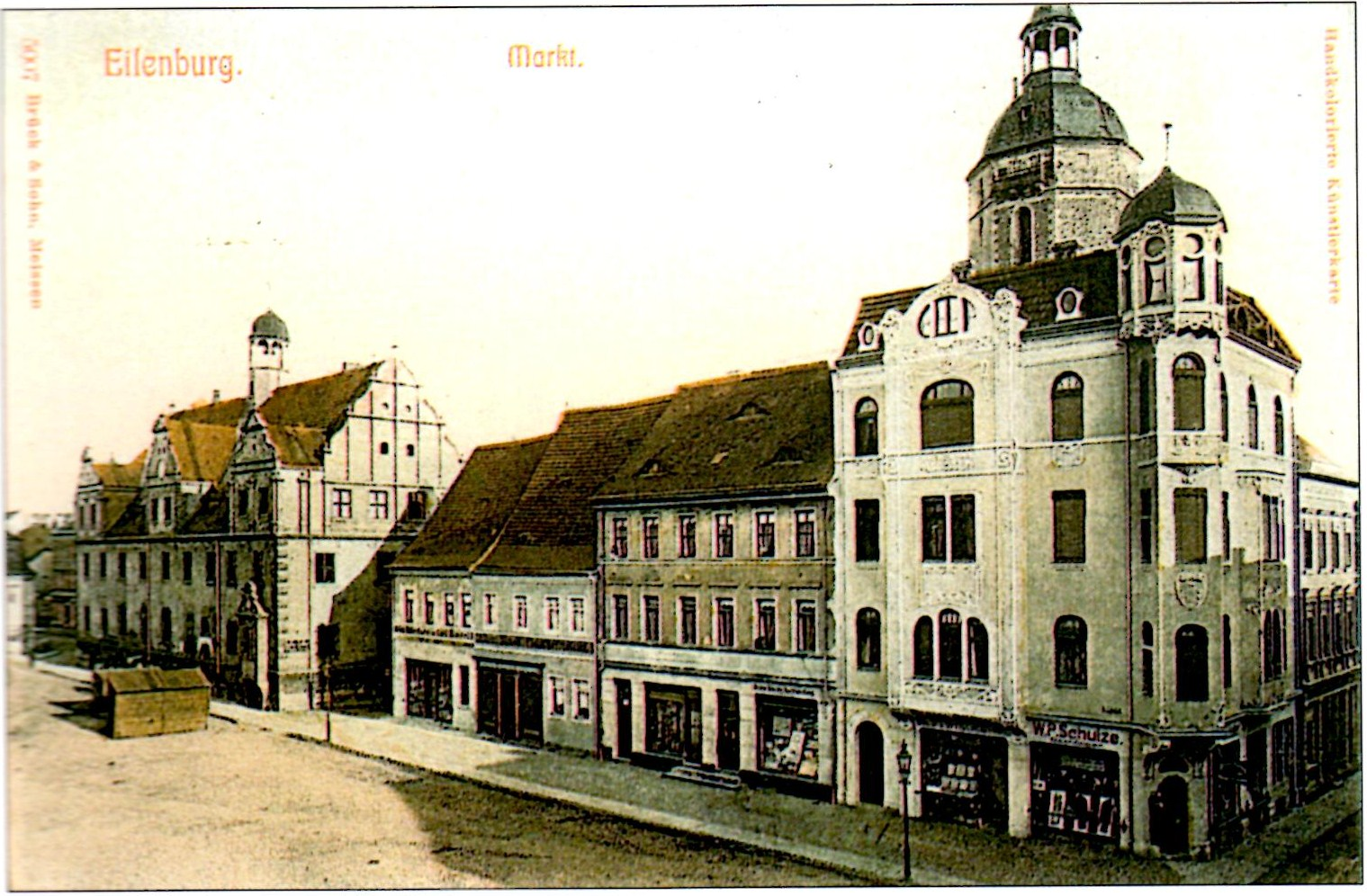
Das alte Rathaus (links) und die heute fehlende südliche Randbebauung des Marktplatzes auf einer colorierten Postkarte von 1906

1686 eröffnete die Rats-Trinkstube als Vorläufer des Ratskellers, der 1852 vom östlichen in den westlichen Gebäudeteil umzog. Die 1839 gegründete städtische Sparkasse war ebenfalls bis 1933 im Rathaus untergebracht. Umbauten erfolgten 1896/97 sowie 1934/35, als der zuvor ebenerdige Eingang mit einer Außentreppe ins Hochparterre verlegt wurde.
Am 18. April 1945 kam es Ende des Zweiten Weltkriegs zu einer Menschenansammlung vor dem Rathaus; die Anwesenden forderten die kampflose Übergabe der Stadt an die von Westen her belagernden Amerikaner. Der damalige Bürgermeister Gerhard Thiede, der sich bei der Militärführung für eine Kapitulation eingesetzt hatte, konnte den Bürgern dabei nur das Scheitern der Verhandlung verkünden. Die aufgebrachte Menge wurde von der Polizei daraufhin aufgefordert, den Platz zu verlassen. Nachdem das Ultimatum der Amerikaner verstrichen war, begann noch am selben Tag der Beschuss. In der anschließenden verheerenden Artillerieschlacht wurden Marktplatz und Rathaus am 22. April 1945 getroffen. Vom Rathaus blieben danach nur die Außenmauern stehen.

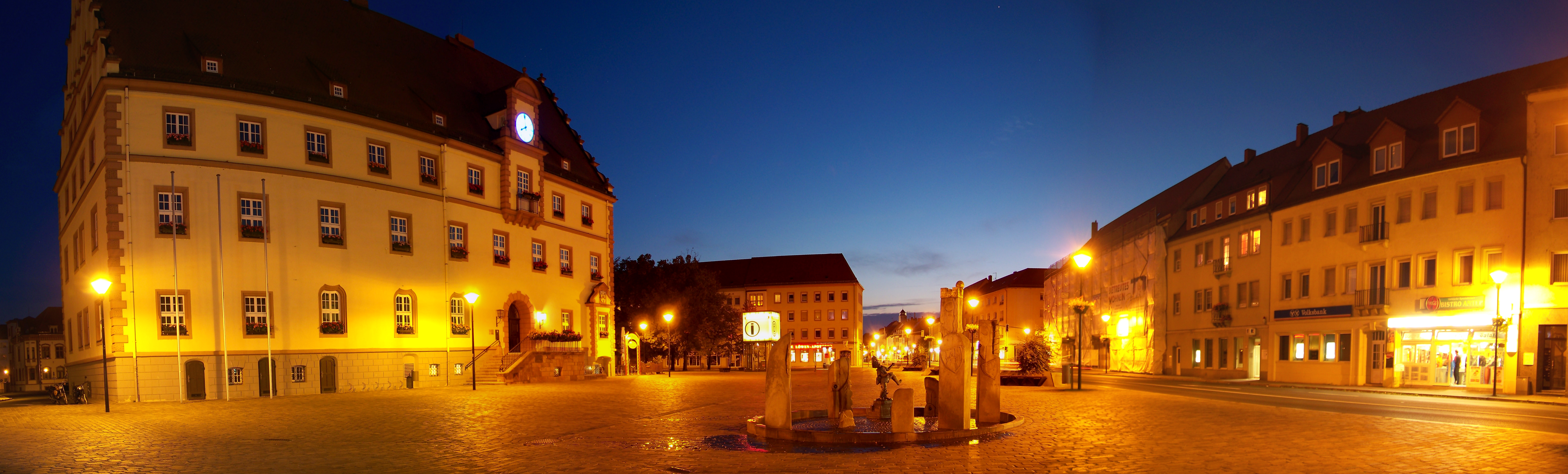
Ansicht des nach dem Zweiten Weltkrieg wieder aufgebauten Eilenburger Marktplatzes mit dem Rathaus zur Blauen Stunde, 2010

Als Zeichen des Neubeginns sollte mit dem Wiederaufbau des Rathauses zügig begonnen werden. Das Bauamt der Stadt legte dazu einen Entwurf vor, der durch eine Erweiterung Richtung Rinckartstraße eine Verdopplung des Baukörpers mit symmetrischer Marktplatzfassade vorsah. Da eine Ausschreibung unter den Architekten der Umgebung ohne Erfolg blieb, wurde am 24. September 1946 im Eilenburger Magistrat der Entschluss gefasst, das Rathaus in seiner alten Gestalt wiederentstehen zu lassen. Da das Rathaus dem gestiegenen Platzbedarf schon vor der Zerstörung nicht mehr genügt hatte, einigte sich der Magistrat im Dezember 1946 auf eine Aufstockung des Baus um ein zweites Obergeschoss, jedoch unter Wahrung des Renaissancecharakters. Der 1946 begonnene Bau konnte aufgrund von Problemen bei der Materialbeschaffung erst 1949 fertiggestellt werden. Richtfest für den zweigeschossigen Dachstuhl war im Mai 1948. Die Reste der Außenmauern wurden dabei bis auf den baufälligen Ostgiebel belassen. Das weitere Mauerwerk wurde aus Klopfziegeln errichtet. Die nötigen Dachziegel, Sparrennägel, Schrauben und Anker wurden in Handarbeit angefertigt. Von 1992 bis 1994 wurde das Eilenburger Rathaus generalsaniert.
Im Rathaus ansässig sind heute die Stadtverwaltung mit dem Dienstsitz des Oberbürgermeisters, das Standesamt, das Bürgerbüro sowie der Ratskeller.

## Baubeschreibung
In der marktplatzseitig westlichen Fassadenhälfte befindet sich das rundbogige Eingangsportal mit seinem rustizierten Gewände. Ihm ist eine Terrasse vorgelagert, die über eine breite seitliche Treppe zu erreichen ist. Das mit Rochlitzer Porphyr verblendete Treppenpodest besitzt ein nach oben abschließendes Gesims. Der Eingang zum Ratskeller befindet sich westlich unterhalb der Terrasse. Das Sockelgeschoss ist mit einer grau gehaltenen Putznutung versehen, die durch die Außentreppe und teilweise den Erker unterbrochen wird. Ein Sockelgesims bildet die Trennung zum Erd- und ersten Obergeschoss. Die Fenster in diesen Geschossen weisen ein sich wiederholendes profiliertes Gewände auf. Im Erdgeschoss befindet sich an der äußeren westlichen Fassade ein von zwei Konsolen getragener Erker. Der von Quaderwerk eingefasste Erker wird bekrönt vom Eilenburger Stadtwappen, das wiederum von zwei Voluten flankiert und nach oben hin von einer dreieckigen Verdachung begrenzt wird.
Zwischen dem ersten und zweiten Obergeschoss läuft ein Gurtgesims, welches als ehemaliges Dachgesims die Höhe der Dachkante des Vorgängerbaus markiert. Dieses Gurtgesims verkröpft das ab dem zweiten Obergeschoss auskragende Zwerchhaus mit Rundbogengiebel. In dieser Auskragung befindet sich ein kleiner Balkon, darüber befindet sich – nochmals durch ein Gesims abgetrennt – die Rathausuhr. Die Fenstergewände des 1949 aufgestockten zweiten Obergeschosses sind an die Gestaltung der der unteren Geschosse angelehnt, jedoch nicht weiter profiliert. Den Abschluss der Fassade bildet ein mächtiges Dachgesims, welches vom auskragenden Zwerchhaus unterbrochen wird. Das hohe Dach verfügt hin zum Marktplatz über vier kleine Schleppgauben.
Die hohen Giebel sind nach dem Krieg unter Erhalt des Renaissancecharakters neu aufgebaut worden. Diese weisen mit zwei Gesimsen eine horizontale Gliederung auf. Pilaster, die außen jeweils im sich verjüngenden Giebel mit einem von einer Kugel bekrönten Kapitell aufgehen, stellen die vertikale Gliederung dar.
An der rückwärtigen Fassade hin zum Nikolaiplatz befindet sich ein eingeschossiger Anbau aus der Zeit des Wiederaufbaus. Dieser ist so angelegt, dass hinter dem Rathaus ein kleiner Hof entsteht, der vom Nikolaiplatz her über eine Toreinfahrt erreichbar ist.

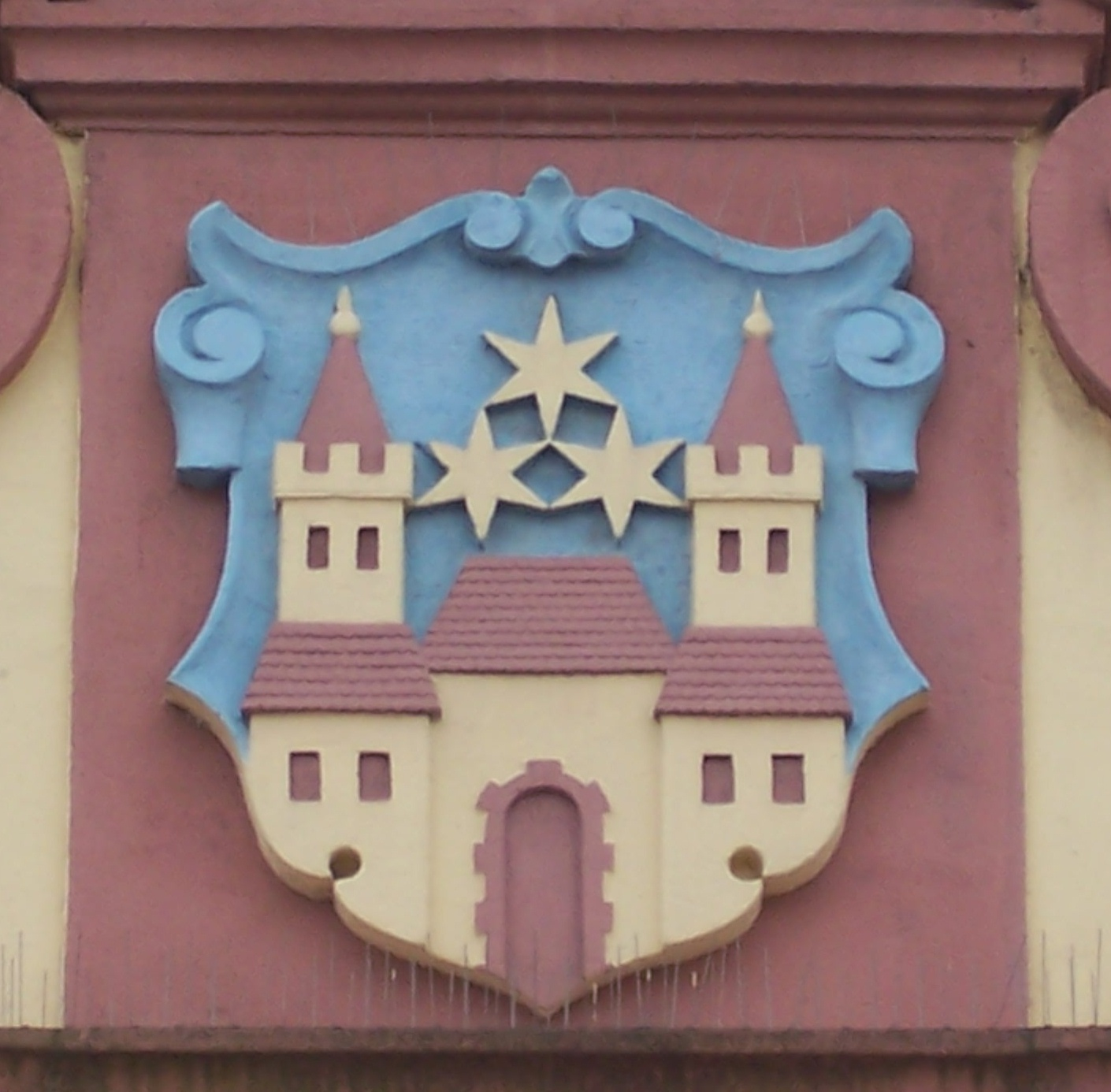
Stadtwappen des Erkers
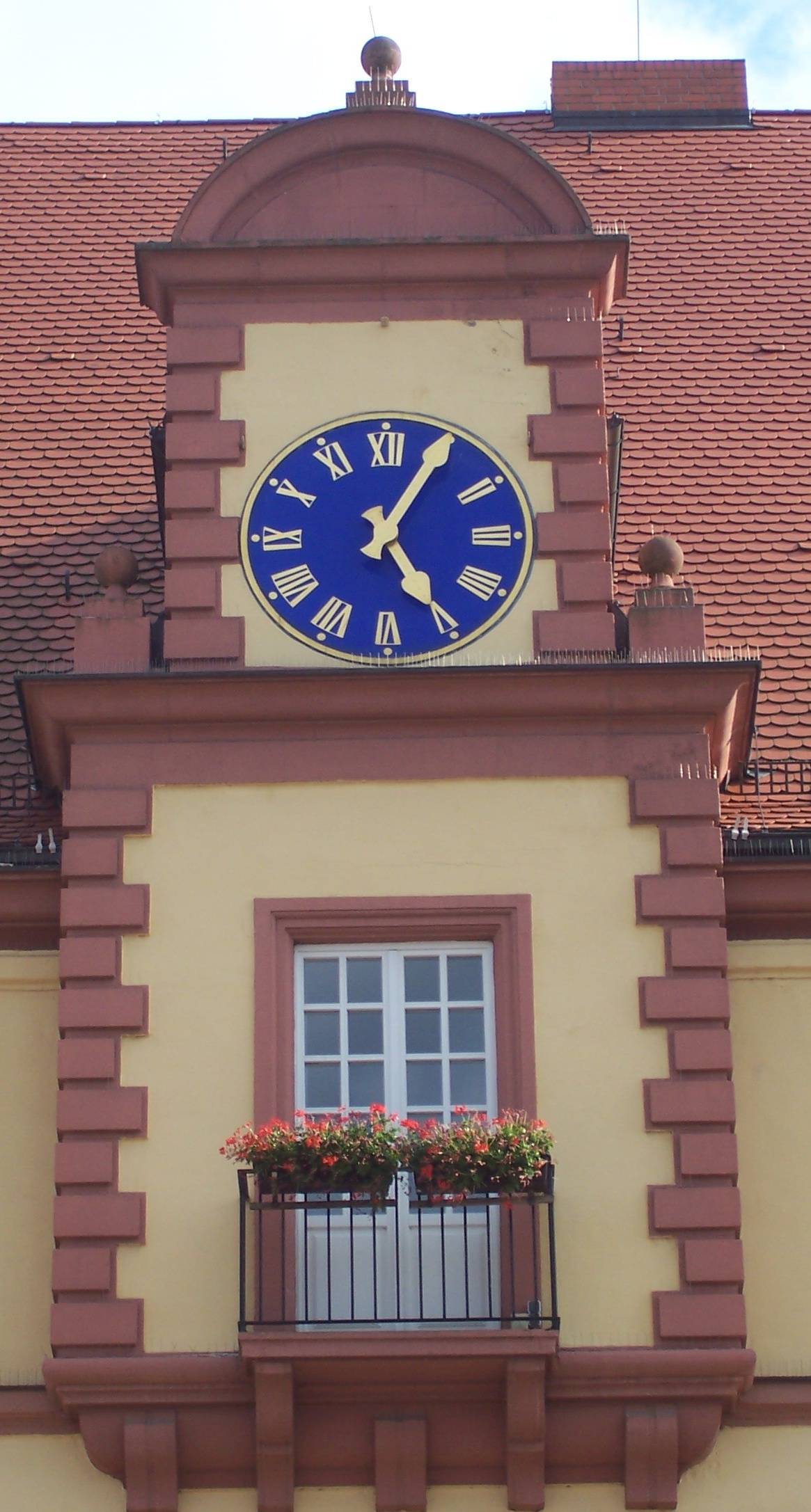
Rathausuhr
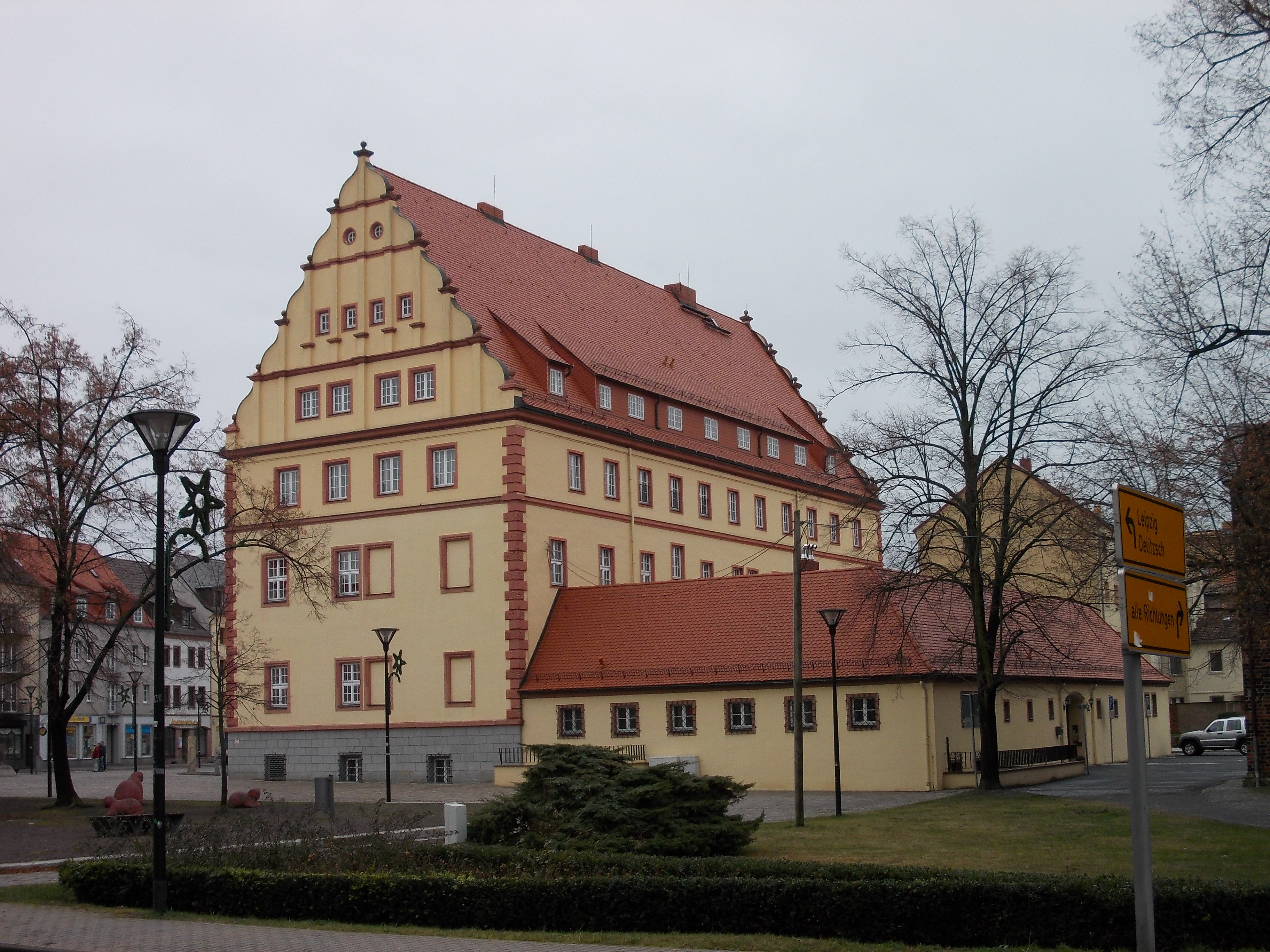
Ansicht von Südwest mit rückwärtiger Fassade und Anbau